# Ferdinand Lassalle
Ferdinand Lassalle (Breslau, Prusia, 11 de abril de 1825 - Carouge, Suiza, 31 de agosto de 1864) fue un abogado, filósofo, jurista y político socialista alemán de origen judío, recordado como el iniciador del movimiento socialdemócrata en Alemania.
Nacido en el seno de una familia de comerciantes judíos, cursó estudios en Breslau y Berlín. En 1846, conoció el movimiento socialista francés en París y se afilió a la Liga de los Justos, donde conocería a Pierre-Joseph Proudhon. Durante su participación en la revolución alemana de 1848-1849, por la que fue encarcelado, entabló amistad con Karl Marx y  Friedrich Engels con quienes mantuvo una relación epistolar. Cuando Karl Marx se exilió en Londres le visitó, en 1862. A partir de 1860 colaboró con el movimiento obrero y los sindicatos y fue uno de los fundadores de la Asociación General de Trabajadores de Alemania (ADAV, en sus siglas en alemán) en 1863 en Leipzig. Lassalle murió el 31 de agosto de 1864 tras ser herido en un duelo.
"Lassalle fue el primer hombre en Alemania, el primero en Europa, que logró organizar un partido de acción socialista", o, como dijo Rosa Luxemburgo: "Lassalle logró luchar con la historia en dos años de agitación ardiente que necesitó muchas décadas para suceder". Como agitador acuñó los términos Estado vigilante nocturno (Nachtwächterstaat) y Ley de hierro (o bronce) de los salarios (Das eherne Lohngesetz).

## Biografía

### Juventud

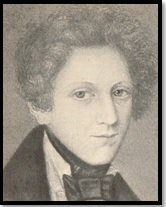
Lassalle en 1835.

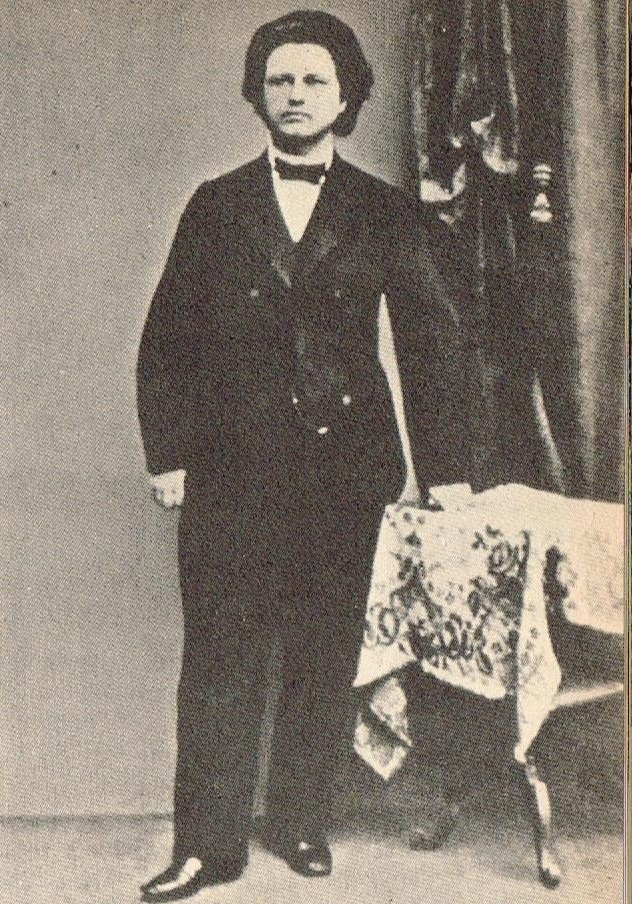
Lassalle en Leipzig (c.1840).

Lassalle nació como Ferdinand Johann Gottlieb Lassal el 11 de abril de 1825 en Breslau, Silesia (ahora Breslavia, Polonia). Hijo de Heyman Lassal (1791-1862) y de Rosalie Heitzfeld (1797-1870). Su padre era un comerciante de seda judío y pretendía que su hijo se dedicara a la carrera empresarial, enviándolo a la escuela comercial de Leipzig. Sin embargo, Lassalle pronto se trasladó a la universidad, estudiando primero en la Universidad de Breslau y luego en la Universidad de Berlín. Allí, Lassalle estudió filología y filosofía y se convirtió en un devoto del sistema filosófico de Georg Hegel. En 1846 cambió la ortografía de su apellido a Lassalle para desvincularse del judaísmo.
Lassalle aprobó sus exámenes universitarios con distinción en 1845 y posteriormente viajó a París para escribir un libro sobre Heráclito. Allí, Lassalle conoció al poeta Heinrich Heine, quien escribió sobre su intenso joven amigo en 1846: "No he encontrado en nadie tanta pasión y claridad de intelecto unidas en la acción. Tienes buen derecho a ser audaz; nosotros, los demás, sólo usurpamos este derecho divino, este privilegio celestial".

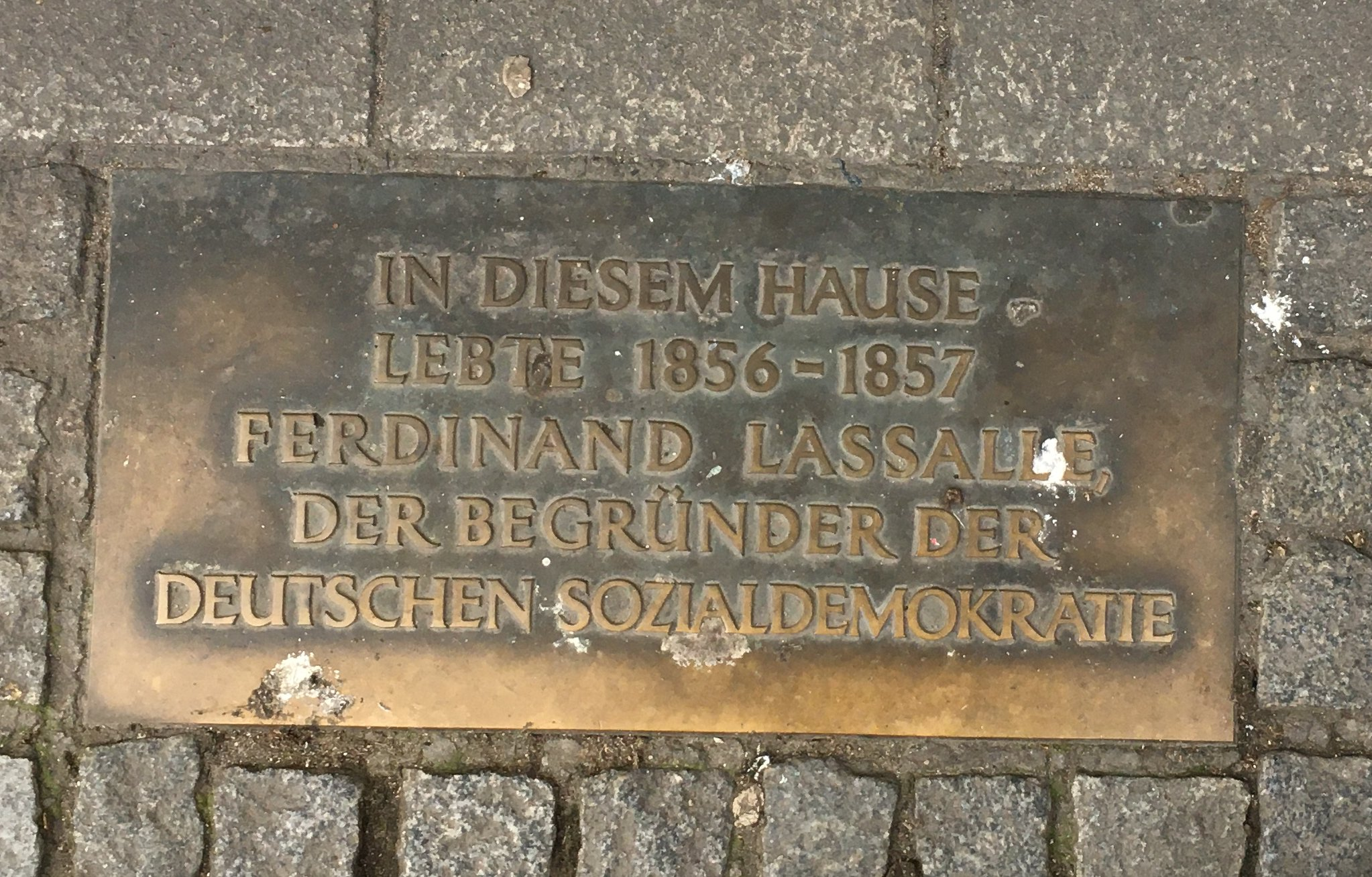
Placa conmemorativa de Lassalle en la antigua casa de la condesa Sophie von Hatzfeldt en Düsseldorf.

De regreso a Berlín para trabajar en su libro, Lassalle conoció a la condesa Sophie von Hatzfeldt, una mujer de unos 40 años que había estado separada de su marido durante muchos años y que tenía una disputa continua con él sobre la disposición de los bienes de la pareja. Lassalle se ofreció como voluntario para su causa y la oferta fue aceptada de inmediato. Lassalle retó por primera vez a duelo a su marido, pero su desafío fue rechazado.
Siguió una batalla legal de ocho años en la que Lassalle defendió los intereses de la condesa von Hatzfeldt en 36 tribunales diferentes. Al final, se llegó a un acuerdo a su favor, lo que le aportó una fortuna sustancial. En su agradecimiento, accedió a pagarle a Lassalle una renta anual de 5.000 táleros (unas 750 libras esterlinas) por el resto de su vida.

### Revoluciones de 1848

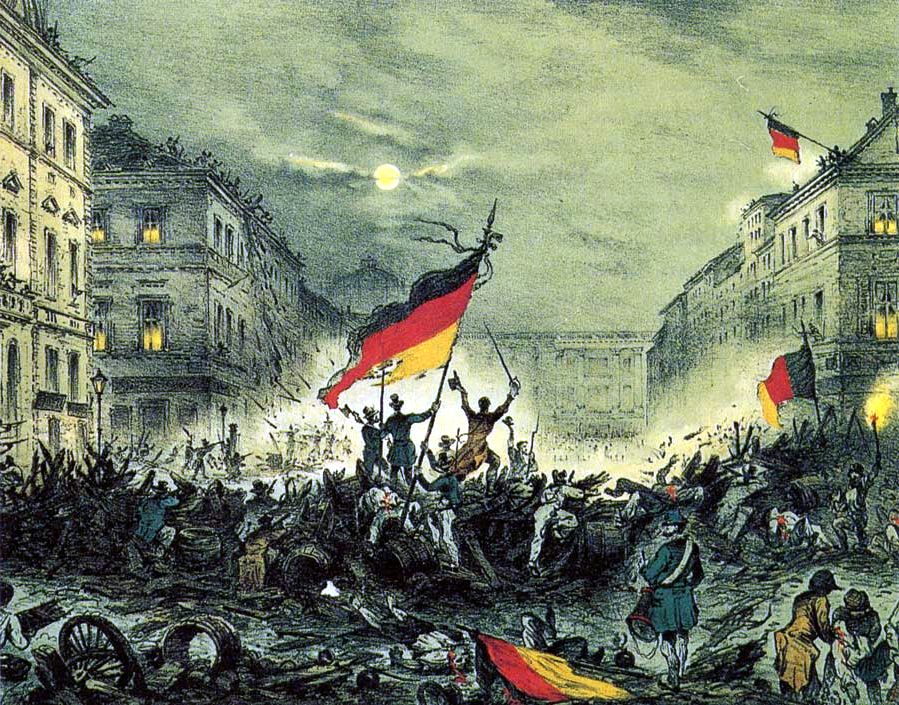
Revolución de marzo de 1848 en Berlín.

Lassalle fue un socialista comprometido desde temprana edad. Durante las revoluciones alemanas de 1848, habló en mítines públicos a favor de la causa democrática revolucionaria e instó a los ciudadanos de Düsseldorf a prepararse para la resistencia armada antes de la violencia que se esperaba tras la decisión del gobierno prusiano de disolver el Asamblea Nacional. Lassalle fue posteriormente arrestado por su participación en esta actividad y acusado de incitar a la oposición armada al Estado.
Aunque Lassalle fue absuelto de este grave cargo, lo mantuvieron en prisión hasta que pudiera ser juzgado por un cargo menor de incitación a la resistencia contra funcionarios públicos. Fue declarado culpable de este cargo menor y Lassalle, de 23 años, cumplió una condena de seis meses de prisión.
Prohibido residir en Berlín a raíz de su condena, Lassalle se trasladó a Renania, donde continuó con el pleito de la condesa von Hatzfeldt (resuelto en 1854) y terminó su trabajo sobre la filosofía de Heráclito (terminado en 1857 y publicado en dos volúmenes al año siguiente). La reacción al libro fue mixta, ya que algunos declararon que el trabajo era fundamental mientras que otros, incluido Karl Marx, lo consideraron una mera recitación de axiomas hegelianos. Sin embargo, incluso los detractores del libro tuvieron que admirar el alcance del trabajo y la publicación le dio a Lassalle un estatus duradero entre los intelectuales alemanes.
Durante este período, Lassalle no estuvo políticamente activo, aunque siguió interesado en los asuntos laborales. Dejó su práctica jurídica y su filosofía en favor del teatro, y fue autor de una obra llamada Franz von Sickingen, una tragedia histórica. Enviada anónimamente al Teatro Real, la obra fue rechazada por un director, lo que provocó que Lassalle la publicara con su propio nombre en 1859. La obra fue caracterizada por Eduard Bernstein, uno de los primeros y comprensivos biógrafos, como torpe y propenso a la oratoria excesiva, inadecuado para el escenario a pesar de varias escenas efectivas.
Lassalle quería vivir en Berlín y, a pesar de la prohibición, en 1859 regresó disfrazado de carretero. Lassalle apeló a su amigo, el anciano erudito Alexander von Humboldt, para que intercediera en su nombre ante el rey para rescindir la prohibición y permitir su regreso. La apelación tuvo éxito y a Lassalle se le permitió nuevamente oficialmente vivir en la capital prusiana.
Lassalle evitó la actividad revolucionaria durante varios años después. Se convirtió en comentarista político y escribió un libro breve sobre la guerra en Italia en el que advirtió a Prusia que no acudiera en ayuda del Imperio austríaco en su guerra con Francia. Lassalle siguió esto con un trabajo más amplio sobre teoría jurídica, publicado en dos volúmenes en 1861 como Das System der erworbenen Rechte (El sistema de derechos adquiridos). Según Bernstein, Lassalle quería que el libro "estableciera un principio jurídico y científico que de una vez por todas determine bajo qué circunstancias y en qué medida las leyes pueden ser retroactivas sin violar la idea misma del derecho"; es decir, determinar las circunstancias bajo las cuales las leyes pueden tener carácter retroactivo cuando entran en conflicto con leyes previamente establecidas.

### Activismo político

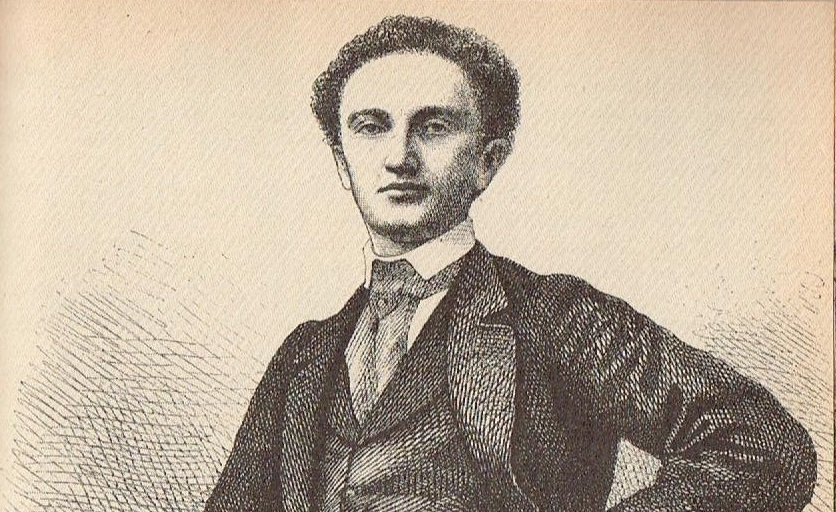
Lassalle en 1863.

Comprometido sólo brevemente en la lucha revolucionaria durante 1848, Lassalle volvió a entrar en la política pública en 1862, motivado por una lucha constitucional en Prusia. El rey Guillermo I, que se convirtió en rey el 2 de enero de 1861, se había enfrentado repetidamente con la Cámara de Diputados liberal, lo que dio lugar a múltiples disoluciones de la Dieta. Como reconocido jurista, se le pidió a Lassalle que hiciera discursos públicos sobre la naturaleza de la constitución y su relación con las fuerzas sociales dentro de la sociedad.
Lassalle respondió pronunciando un discurso en el que afirmó que las cuestiones constitucionales son meras cuestiones de poder. La prensa liberal se enfureció por su discurso. Lassalle reaccionó dando dos veces más el mismo discurso.
En otro discurso, pronunciado en Berlín el 12 de abril de 1862, más tarde conocido como el Programa de los Trabajadores, Lassalle asignó la primacía moral en la sociedad a la clase trabajadora sobre la burguesía, afirmación considerada peligrosa por la censura prusiana. La tirada completa de 3.000 ejemplares del folleto del discurso de Lassalle fue confiscada por las autoridades, que presentaron cargos legales contra Lassalle por supuestamente poner en peligro la paz pública.
Lassalle fue llevado a juicio para responder a esta acusación en Berlín el 16 de enero de 1863. Las demandas seguirían interfiriendo con su actividad política durante el resto de su vida. Después de un juicio ampliamente publicitado en el que presentó su propia defensa, Lassalle fue declarado culpable de los cargos que se le imputaban, sentenciado a cuatro meses de prisión y evaluado las costas del juicio. Este término fue posteriormente reemplazado por una multa en apelación.

### Fundación del partido socialista

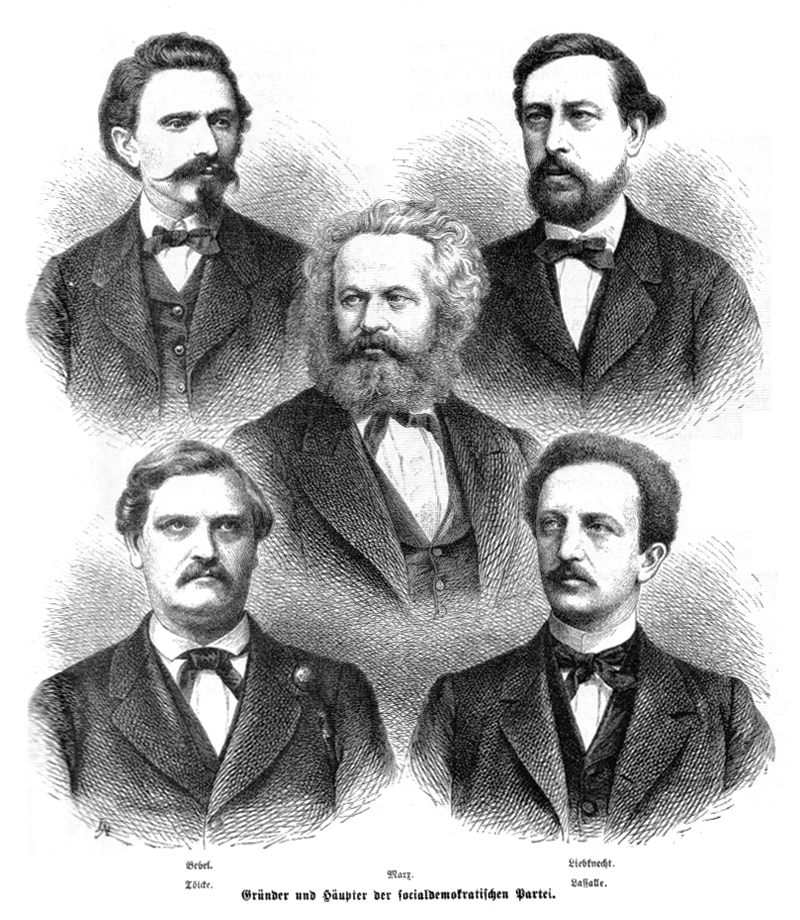
Lídere del movimiento obrero alemán: August Bebel, Wilhelm Liebknecht (arriba), Karl Marx (centro), Carl Wilhelm Tölcke y Ferdinand Lassalle (abajo).

El 22 de octubre de 1862, algunos delegados obreros que habían visitado Londres y que habían regresado con ideas de izquierda, publicaron una carta abierta sobre la situación política y económica de la clase trabajadora. Lassalle estaba encantado de encontrar trabajadores cuyas ideas iban incluso más allá de las declaraciones socialistas que hacía en público, y respondió con su propia carta abierta en la que pedía un partido de los trabajadores, independiente del liberal Partido del Progreso Alemán. 
Al argumentar que la clase trabajadora no tenía nada que ganar con el partido liberal, estuvo en estado de guerra con el partido liberal y los periódicos durante los siguientes meses hasta su muerte. Lassalle pronto comenzó una nueva carrera como agitador político, viajando por Alemania, pronunciando discursos y escribiendo panfletos en un intento de organizar y despertar a la clase trabajadora. Mientras intentaba hacer que la clase trabajadora rompiera con los liberales, esto eventualmente conduciría a una alianza con el reaccionario Príncipe Bismarck.
En 1864, Lassalle hizo varios llamamientos secretos a Bismarck, más tarde el principal proponente de las Leyes antisocialistas, a favor de la implementación inmediata de políticas progresistas como el sufragio universal. También pidió que se protegieran sus propias publicaciones contra incautaciones policiales. Lassalle intentó hacer causa común con el conservador Bismarck en su libro Herr Basitat-Schulze, declarando que "debe informar a Su Excelencia que este trabajo provocará la destrucción total de los liberales y de toda la burguesía progresista". Lassalle pidió a Bismarck que ejerciera su influencia en el Ministerio de Justicia para evitar la incautación del libro. El libro apareció posteriormente sin interferencia policial, pero Bismarck, ocupado con otros asuntos, rechazó una solicitud de Lassalle para otra reunión y no se hicieron más contactos directos entre la pareja.
Élie Halévy escribiría más tarde sobre esta situación:

Lassalle fue el primer hombre en Alemania, el primero en Europa, que logró organizar un partido de acción socialista. Sin embargo, consideraba que los partidos burgueses emergentes eran más enemigos de la clase trabajadora que la aristocracia y, por lo tanto, apoyaba el sufragio universal masculino en un momento en que los liberales preferían un sufragio limitado, basado en la propiedad, que excluía a la clase trabajadora y potenciaba a las clases medias. Esto creó una extraña alianza entre Lassalle y Bismarck. Cuando en 1866 Bismarck fundó la Confederación de Alemania del Norte sobre la base del sufragio universal, actuó siguiendo un consejo que le llegó directamente de Lassalle. Y estoy convencido de que después de 1878, cuando comenzó a practicar el "socialismo de Estado", el "socialismo cristiano" y el "socialismo monárquico", no había olvidado lo que había aprendido del líder socialista.

El único propósito declarado del partido era la obtención del sufragio igual, universal y directo por medios pacíficos y legales.

### Personalidad
Los biógrafos recordaron a Lassalle con una personalidad contradictoria, seriamente comprometida con el beneficio de las masas, pero impulsada por la ambición personal y poseyendo una vanidad extrema. De hecho, uno de los primeros biógrafos declaró:

[Su vanidad] fue uno de los rasgos más llamativos, aunque al mismo tiempo, más inofensivos de su carácter. Su vanidad era de esas que ni hieren ni ofenden. La vanidad le parecía tan natural como lo es para el pavo real, y si hubiera sido menos vanidoso habría resultado menos interesante. Incluso en su madurez, cuando estaba a la cabeza de una agitación popular, le gustaba demasiado vestirse bien. Apareció tanto en la plataforma como en el Tribunal de Justicia vestido como un petimetre. También tenía la costumbre de compararse con los grandes hombres. Ahora era Sócrates, ahora Lutero, Robespierre, Cobden o Sir Robert Peel, y una vez encontró su paralelo yendo a Fausto. Heine le dijo que tenía buenas razones para estar orgulloso de sus logros, y Lassalle le tomó la palabra a Heine.

Bertrand Russell dijo sobre Lassalle: "Nadie ha entendido el poder de la agitación y la organización mejor que Lassalle [...] El secreto de su influencia radica en su voluntad abrumadora e imperiosa, en su impaciencia por la resistencia pasiva del mal y en su absoluta confianza en su propio poder. Todo su carácter es el de un dios epicúreo, sin darse cuenta convertido en hombre, despertando repentinamente a la existencia del mal y descubriendo con asombro que su voluntad no es omnipotente para corregirlo".

### Muerte y legado

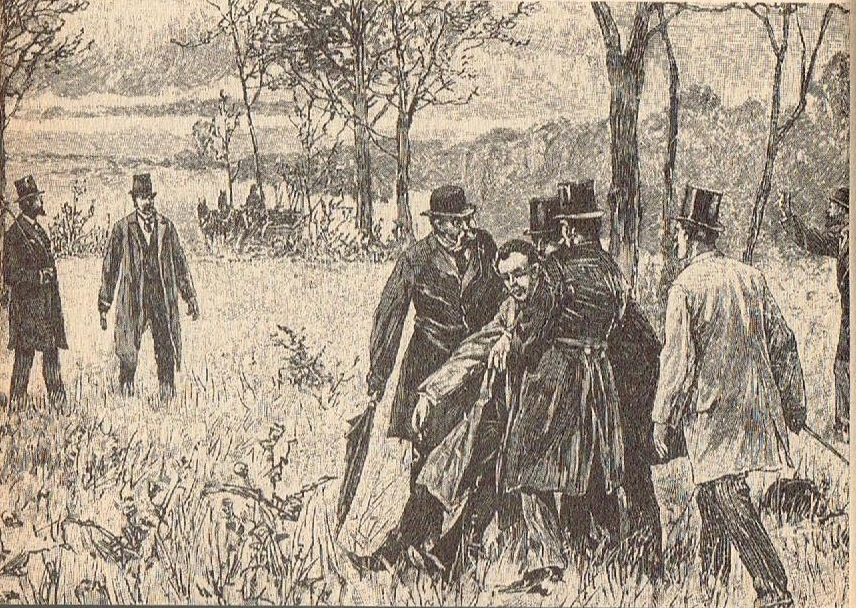
La muerte de Ferdinand Lassalle por Gösta von Uexküll.

En Rigi Kaltbad, Lassalle conoció a una joven llamada Helene von Dönniges y durante el verano de 1864 decidieron casarse. Era hija de un historiador protestante que vivía entonces en Ginebra y que no quería tener nada que ver con Lassalle. El padre impidió que Helene lo viera y Lassalle protestó con vehemencia. Aparentemente bajo presión, pronto renunció a Lassalle en favor de otro pretendiente, un príncipe valaco llamado Iancu Racoviță, con quien había estado prometida anteriormente.

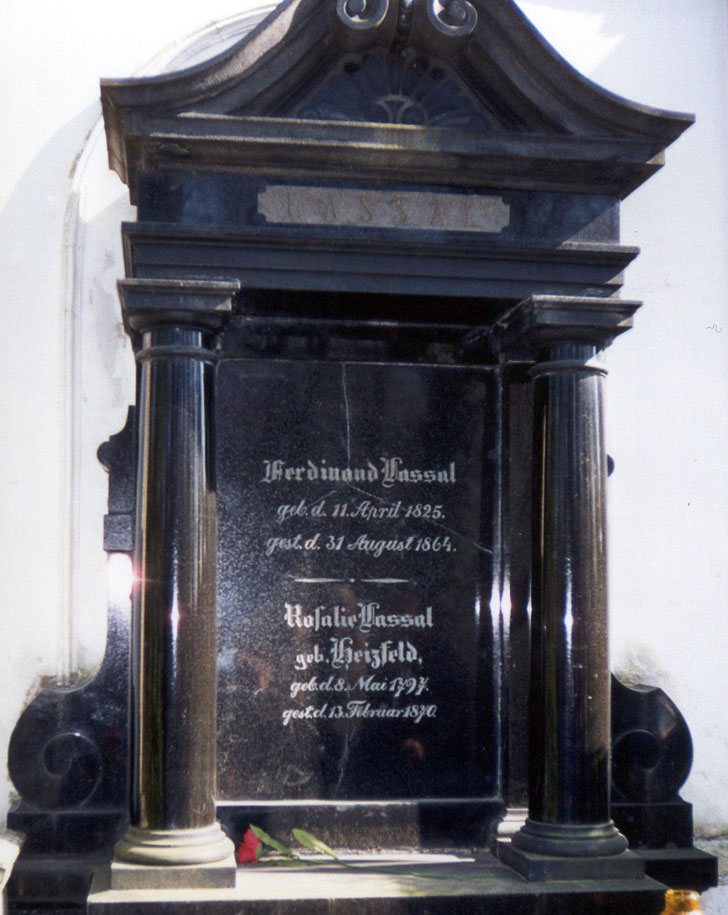
Lápida de la tumba de Lasalle en Breslau.

Lassalle envió desafíos de duelo tanto al padre de Helene, von Dönniges, como a Racoviță, quien aceptó. Lassalle no tenía experiencia en el uso de pistolas y solo un día para hacer ejercicio. En Carouge, un suburbio de Ginebra, se celebró un duelo la mañana del 28 de agosto. Lassalle recibió un disparo en el abdomen de Racoviță y murió tres días después, el 31 de agosto de 1864. Después del duelo, Racoviţă cayó enfermo y murió poco después de que Helene von Dönniges se casara con él.

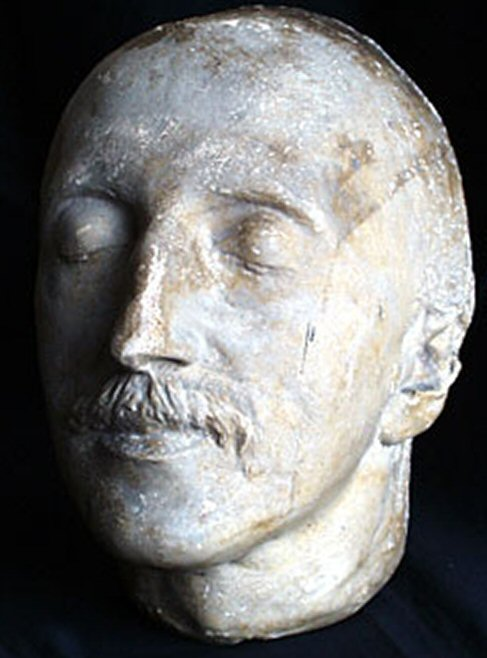
Máscara mortuoria de Lassalle.

En el momento de su muerte, el partido político de Lassalle tenía 4610 miembros y no tenía un programa político detallado. La Asociación General de Trabajadores de Alemania continuó después de su muerte. En 1875, durante el congreso de Gotha, la  ADAV se unió con los marxistas agrupados en el Partido Socialdemócrata Obrero de Alemania para formar el Partido Obrero Socialista de Alemania, que luego pasó a llamarse Partido Socialdemócrata de Alemania (SPD).
Ferdinand Lassalle está enterrado en Breslau (ahora Breslavia, Polonia), en el antiguo cementerio judío. Karl Kautsky escribió de él en 25 aniversario de su muerte:

Como político, y no menos teórico, Lassalle ya pertenece a la historia y ha sido probado a través de su crítica. Pero como agitador todavía vive en su juventud entre todos los trabajadores de habla alemana, todavía enciende el corazón de la lucha obrera por la emancipación y todavía endurece el carácter contra la persecución y la opresión.

Eduard Bernstein en su biografía concluye que:

[A]unque no se le puede llamar el creador del movimiento, a Lassalle pertenece el honor de haber hecho grandes cosas por él, mayores que las que le corresponde a la mayoría de los individuos lograr. Cuando a lo sumo sólo había un vago deseo, hizo un esfuerzo consciente; capacitó a los trabajadores alemanes para que comprendieran su misión histórica, les enseñó a organizarse como un partido político independiente y de esta manera al menos aceleró durante muchos años el proceso de desarrollo del movimiento. Su empresa fracasó, pero su lucha por conseguirla no fue en vano; a pesar del fracaso, acercó a la clase trabajadora a la meta. Aún no había llegado el momento de la victoria, pero para conquistar, los trabajadores primero deben aprender a luchar. Y haberles entrenado para la lucha, haberles dado, como dice la canción, espadas, éste sigue siendo el gran, el mérito imperecedero de Ferdinand Lassalle.

## Relaciones políticas

### Relaciones con Marx
Lassalle y Marx se hicieron amigos durante las revoluciones de 1848. Lassalle describió a Marx como "un Hegel metido a economista, un Ricardo metido a socialista". Cuando las protestas fueron aplastadas, Lassalle fue encarcelado y Marx huyó de Alemania. Continuaron la correspondencia a través de cartas y no se volverían a encontrar hasta 1861. Mientras tanto, Marx llegó a desconfiar de Lassalle bajo la influencia de Engels, quien nunca sintió mucha simpatía por él. Marx a menudo respondió a las cálidas cartas de Lassalle reflejando este tono, pero en sus cartas a Engels expresó antipatía hacia Lassalle, incluso llamándolo "el negro judío Lassalle". Lassalle continuó creyendo que su amistad era genuina hasta, por lo menos, 1862. Franz Mehring calificó la "actitud de Marx hacia Lassalle [...] como el problema psicológico más difícil que ofrece su vida". Como Marx explicó a Ludwig Kugelmann:

Ante todo, permítame explicarle en breve mi actitud hacia Lassalle. Durante su agitación, nuestras relaciones fueron suspendidas:

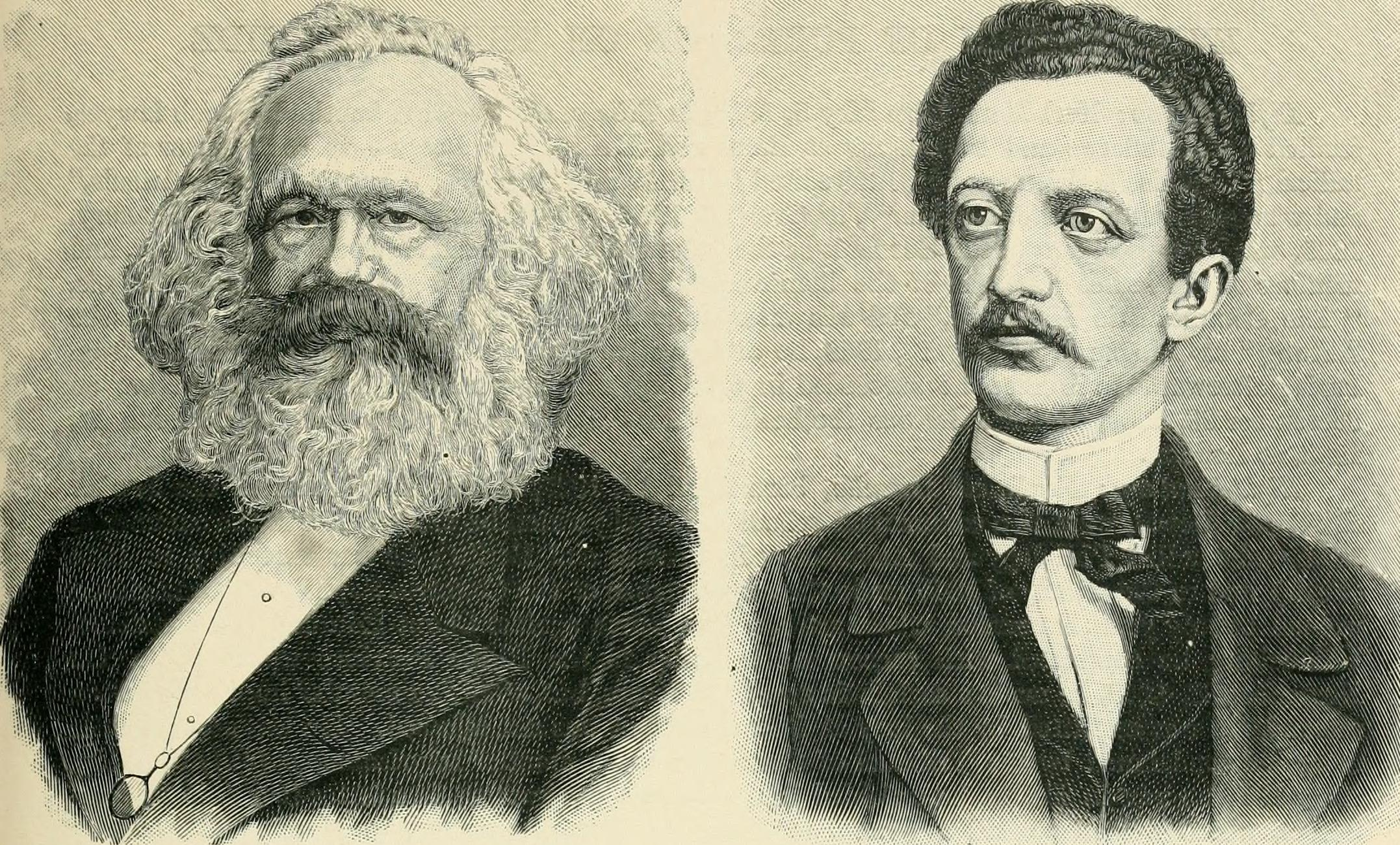
Ilustraciones de Marx y Lassalle (1902).

1) a causa de sus impertinentes fanfarronadas, unidas al más desvergonzado plagio de obras mías y de otros autores;
2) porque yo condené su táctica política;

3) porque aquí en Londres, le expliqué y demostré con todo detalle, antes de que iniciase su agitación, que era un absurdo creer que el «Estado prusiano» podía ejercer una acción socialista directa.
Karl Marx

La diferencia de carácter entre los dos hombres, se presentó de manera clara cuando tuvieron que defenderse por su apoyo a las revoluciones de 1848, frente a un jurado:

Marx se abstiene de toda floritura oratoria; va directo al grano, con un lenguaje sencillo y escueto; frase a frase, desarrolla incisivamente y con lógica implacable su propio punto de vista y, sin perorata, termina con un resumen de la situación política. Cualquiera pensaría que la propia personalidad de Marx no estaba preocupada en absoluto, y que su único negocio era dar una conferencia política al jurado. La perorata de Lassalle, en cambio, dura casi de principio a fin; se agota en imágenes, a menudo muy hermosas, y superlativos. Todo es sentimiento, y ya sea que se refiera a la causa que representó o a sí mismo, nunca se dirige al jurado, sino a la galería, a un mitin imaginario, y luego de declarar una venganza que debería ser "tan tremenda" como el insulto ofrecido al pueblo "El Tell de Schiller".
Eduard Bernstein

También en cuestiones teóricas y políticas, sus opiniones divergieron. De hecho, el ensayo de Marx Crítica del Programa de Gotha está escrito en parte como una reacción a las ideas de Lassalle dentro del Partido Socialdemócrata de Alemania. Lassalle era un patriota alemán y apoyó a Prusia en su búsqueda de la unificación alemana. En febrero de 1864, Lassalle escribió a Engels que a pesar de ser republicano desde la infancia, "he llegado a la convicción de que nada podría tener un futuro mayor o un papel más benéfico que la monarquía, si tan sólo se decidiera a convertirse en monarquía social. En ese caso yo llevaría apasionadamente su estandarte, y las teorías constitucionales serían arrojadas al trastero con bastante rapidez".

Marx era internacional, Lassalle era nacional. Marx considera que la equivalencia social solo es factible en su República Socialdemócrata, en la que se prohibió la religión, y su idea es una federación de repúblicas europeas. Lassalle vio que las nacionalidades europeas todavía estaban firmemente establecidas, que las ideas nacionales eran un factor de suprema importancia y que la religión conservaría durante mucho tiempo una influencia que nadie podía permitirse el lujo de descuidar, y pensó que era posible, incluso en las circunstancias políticas existentes, dar el impulso inicial a un movimiento de transformación de las condiciones sociales.
Georg Morris Brandes

### Relaciones con Bismarck

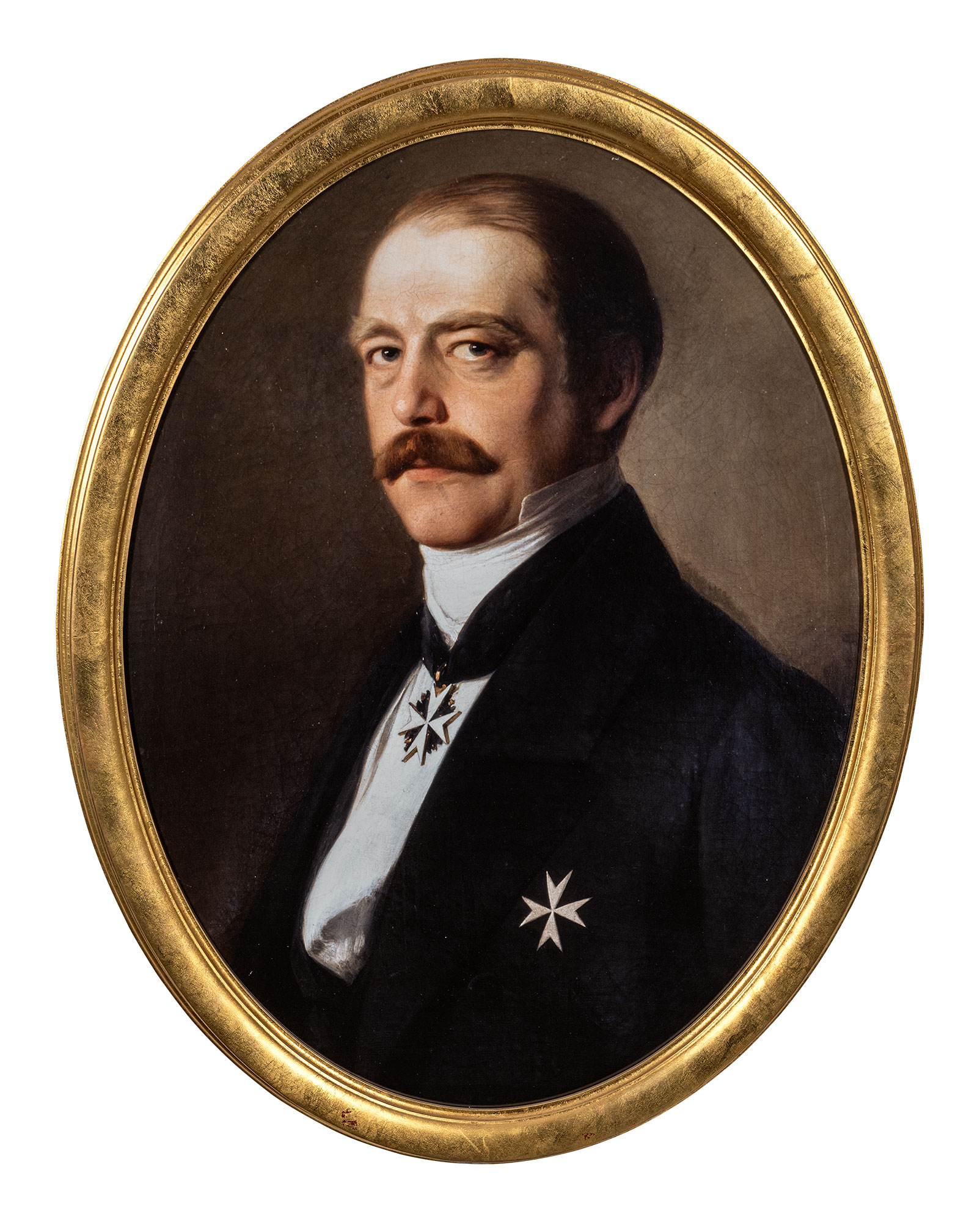
Ministro Presidente de Prusia Otto von Bismarck, con quien Lassalle inició relaciones políticas.

El 11 de mayo de 1863, Otto von Bismarck, ministro presidente de Prusia, escribió una carta a Lassalle. Esta carta fue entregada y los dos se encontraron cara a cara en 48 horas. Esta fue la primera de varias reuniones de este tipo, durante las cuales Bismarck y Lassalle intercambiaron libremente puntos de vista sobre asuntos de interés común. Esta correspondencia Bismarck-Lassalle no se hizo pública hasta 1927 y, por lo tanto, no fue mencionada por biógrafos anteriores.
En septiembre de 1878, Bismarck fue presionado por el representante socialdemócrata August Bebel en el Reichstag para que proporcionara detalles sobre su relación pasada con Lassalle, lo que llevó al canciller a hacer la siguiente declaración:

Lo vi, y desde mi primera conversación nunca me he arrepentido de haberlo hecho. [...] Lo vi quizás tres o cuatro veces en total. Nunca existió la posibilidad de que nuestras conversaciones tomaran la forma de negociaciones políticas. ¿Qué me podría haber ofrecido Lassalle? No tenía nada detrás de él. [...] Pero él me atrajo como individuo. Era uno de los hombres más inteligentes y agradables con los que me había cruzado. Era muy ambicioso y de ninguna manera republicano. Era muy nacionalista y monárquico. Su ideal era el Imperio alemán, y aquí estaba nuestro punto de contacto. Como he dicho, era ambicioso, a gran escala, y tal vez haya lugar a dudas sobre si, a sus ojos, el Imperio Alemán implicaba en última instancia a los Hohenzollern o la dinastía Lassalle. [...] Nuestras charlas duraron horas y siempre lamenté cuando llegaban a su fin.

Eduard Bernstein señaló que es muy poco probable que Bismarck estuviera diciendo la verdad sobre su relación.

## Pensamiento

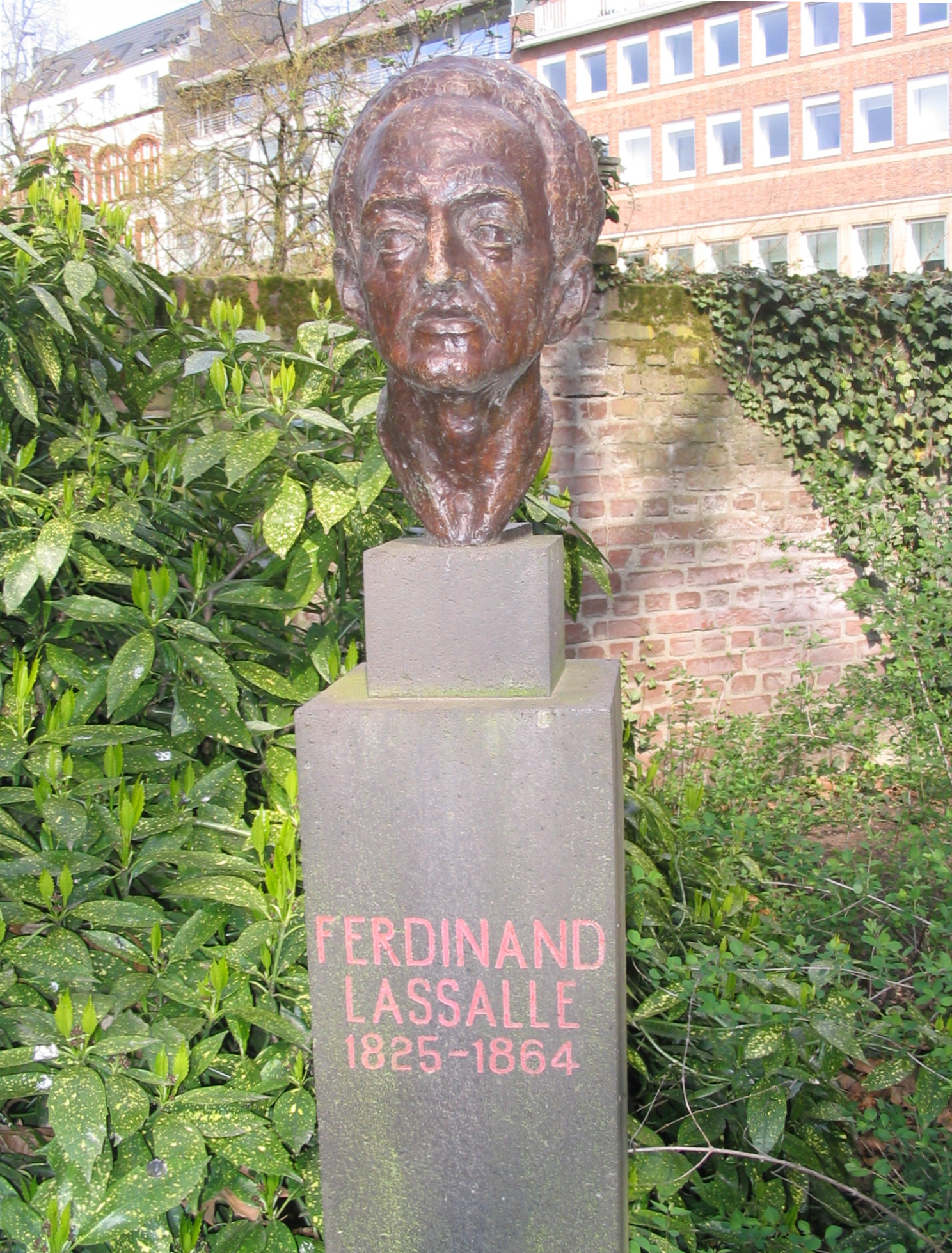
Busto de Lassalle en el parque del Palais Spee, Düsseldorf.

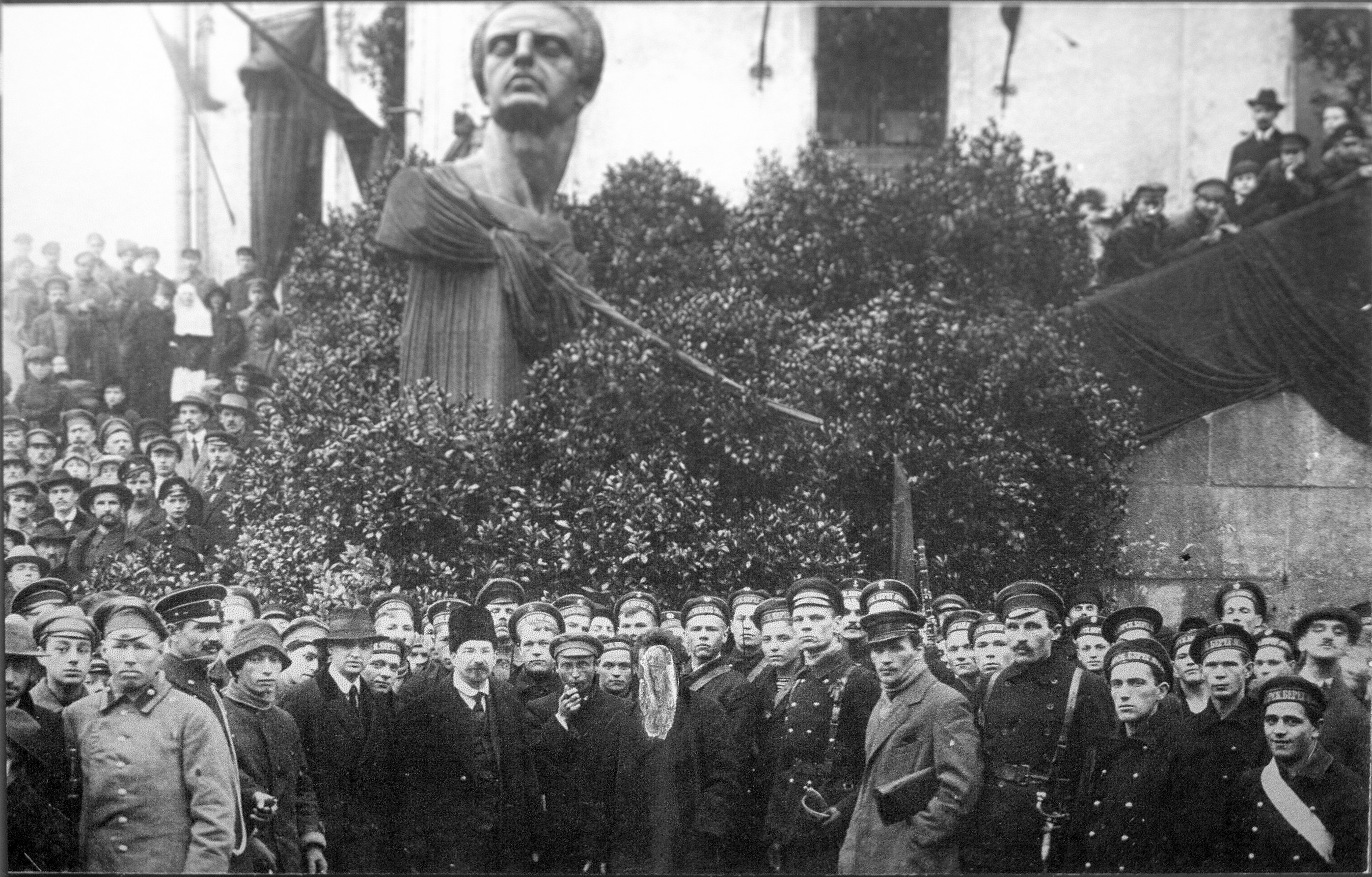
Inauguración de un monumento a Lassalle en Petrogrado, 1918.

Debido a su muerte prematura en un duelo a los 39 años, apenas dos años después de su seria entrada en la política radical alemana, las contribuciones reales de Lassalle a la teoría socialista son modestas. Richard T. Ely, uno de los primeros eruditos serios del socialismo internacional, lo recordaba como un popularizador de las ideas de los demás en lugar de un innovador:

Los escritos de Lassalle no hicieron avanzar materialmente la teoría de la socialdemocracia. Se basó en Rodbertus y Marx en sus escritos económicos, pero vistió sus pensamientos de tal manera que permitió que los trabajadores ordinarios los entendieran, y esto nunca podrían haberlo hecho sin su ayuda. [...] Los discursos y panfletos de Lassalle fueron sermones elocuentes sobre textos tomados de Marx. Lassalle dio a la ley del salario de Ricardo la designación de ley de hierro del salario, y expuso a los trabajadores su pleno significado. [...] A los trabajadores se les dijo que esta ley sólo podría ser derogada mediante la abolición del sistema salarial. No es tan evidente cómo Lassalle pensó realmente que esto se iba a lograr.

Lassalle no compartía las ideas de los socialistas utópicos, pero tampoco era partidario de la lucha de clases. Lassalle pensaba que la humanidad estaba regida por oportunidades fuera de control del individuo, por lo que se hacía necesario que el estado tomase a su cargo la producción y distribución a favor del bienestar social y para lograr que los trabajadores se beneficiaran del aumento de la productividad, no más laissez-faire, es necesaria la intervención del estado a fin de proteger al débil del fuerte, pregonaba. En el terreno de la acción inmediata, los esfuerzos de Lassalle se concentraron en dos metas, la conquista del sufragio universal y la creación de asociaciones de producción, subvencionadas por el Estado; en política, apoyó además la idea prusiana de unificación "por arriba" de Alemania; defendiendo a su vez a Bismarck como el artífice para esa unión. Esta toma de posición, que relató en La guerra italiana y la misión de Prusia (1859), lo enfrentó directamente a Marx, que apoyaba a los trabajadores contra el Estado prusiano. En 1862 propuso una teoría (lassalleanismo) en oposición al marxismo, explicando que mientras la sociedad burguesa "garantizaba" el desarrollo ilimitado de sus fuerzas productivas individuales.
La práctica del lasalismo continuó en la Asociación General de Trabajadores Alemanes (ADAV), formada en 1863, y después de la muerte de Lassalle en 1864. La Asociación General de Trabajadores Alemanes sería una precursora del Partido Socialdemócrata de Alemania (SPD). El SPD aspiraba a la revolución y amenazaba el statu quo político alemán, lo que indujo a Otto von Bismarck a introducir las primeras reformas sociales (socialismo de Estado) para los trabajadores en la Alemania imperial mientras suprimía al SPD con leyes. El SPD ejerció una oposición fundamental al gobierno hasta la década de 1890, cuando apoyó las reformas sociales en las políticas internas de Arthur von Posadowsky-Wehner.
La tensión entre lassalismo y marxismo en Estados Unidos recibiría atención posterior en History of the Labor Movement in the United States, Volumen II de Philip S. Foner y en The Left in Europe de David Caute, quien sostuvo que los marxistas en Europa obtuvieron ventaja relativa al lassalismo con el fallecimiento de Lassalle en 1864.

### Estado
Marx abogó por una estrategia revolucionaria y se centró en la organización a través de organizaciones de trabajadores. Lassalle, por otro lado, enfatizó la búsqueda del socialismo a través de instituciones electorales, particularmente a través del sufragio universal. Lassalle se centró en la organización a través del compromiso con el Estado a través de partidos políticos. Los opositores de Lassalle criticaron su socialismo como socialismo de Estado.
Lassalle se declaraba partidario de Hegel, de quien había tomado su concepción de la “Idea absoluta”, cuya encarnación principal sería el Estado. Según él, la historia es el progreso continuo de la razón y no una lucha, sino de su conciliación de contrarios. En contraste con Marx y sus seguidores, Lassalle rechazó la idea de que el estado era una estructura de poder basada en clases con la función de preservar las relaciones de clase existentes y destinada a desaparecer en una futura sociedad sin clases. En cambio, Lassalle consideró al Estado como una entidad independiente, un instrumento de justicia esencial para el logro del programa socialista. Explicó que "el objetivo del Estado es la educación y el desarrollo de la libertad en el género humano", por lo que la revolución no era necesaria. Escribió:

"El curso de la historia, es una lucha contra la naturaleza, contra la ignorancia y la impotencia, y en consecuencia, contra la esclavitud y servidumbre de todo tipo en las que estábamos sometidos a la ley de la naturaleza al comienzo de la historia. La superación progresiva de esta impotencia es la evolución de la libertad, de la que la historia es un relato. En esta lucha la humanidad nunca habría dado un paso adelante, y los hombres entraron en la lucha solos, cada uno por sí mismos. El Estado es la unidad y cooperación contempladas de los individuos en un todo moral, cuya función es llevar a cabo esta lucha, una combinación que multiplica por un millón las fuerzas de todos los individuos que la componen, y que eleva un millón de veces los poderes que cada individuo podría ejercer individualmente."

### Ley de hierro de los sueldos
Lassalle aceptó la idea planteada por primera vez por el economista clásico David Ricardo de que los salarios a largo plazo tendían hacia el nivel mínimo necesario para mantener la vida del trabajador y asegurar su reproducción. De acuerdo con la ley de la renta, Lasalle acuñó su propia ley de hierro del salario. Lassalle argumentó que las medidas individuales de autoayuda de los trabajadores asalariados estaban destinadas al fracaso y que solo las cooperativas de productores establecidas con la ayuda financiera del estado harían posible la mejora económica de la vida de los trabajadores. De esto se siguió que la acción política de los trabajadores para capturar el poder del estado era primordial y la organización de sindicatos para luchar por mejoras salariales efímeras es más o menos una desviación de la lucha primaria. Engels criticó esta ley:

Marx ha demostrado minuciosamente, en "El capital", que las leyes que regulan el salario son muy complejas, que tan pronto predominan unas como otras, según las circunstancias; que, por tanto, estas leyes no son, en modo alguno, de bronce, sino, por el contrario, muy elásticas, y que el problema no puede resolverse así, en dos palabras, como creía Lassalle. La fundamentación que da Malthus de la ley que Lassalle toma de él y de Ricardo (falseando a este último), tal como puede verse, por ejemplo, citada de otro folleto de Lassalle, en el "Libro de lecturas para obreros", pag. 5, ha sido refutada con todo detalle por Marx en el capítulo sobre el proceso de acumulación del capital. Así pues, al adoptar la «ley de bronce» de Lassalle, se han pronunciado a favor de un principio falso y de una falsa fundamentación del mismo.

### Filosofía
En filosofía, "Lassalle se declaraba partidario de Hegel". Marx y Lenin criticaron su libro “Filosofía del melancólico Heráclito de Éfeso” al no hacer más que exponer simplemente la filosofía hegeliana.
Lassalle consideró a Johann Gottlieb Fichte como "uno de los pensadores más poderosos de todos los pueblos y edades", y elogió los Discursos a la nación alemana de Fichte en un discurso de mayo de 1862 como "uno de los monumentos más poderosos de la fama que posee nuestro pueblo y que, en profundidad y el poder, sobrepasan con creces todo lo que nos ha sido transmitido por la literatura de todos los tiempos y pueblos”.

### Homosexualidad

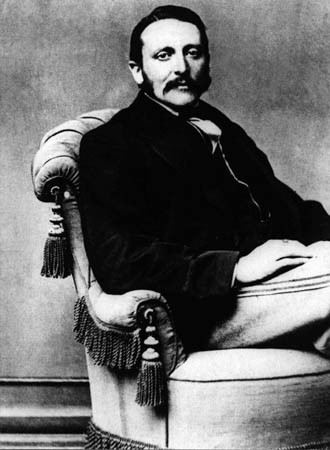
Johann Baptista von Schweitzer, quien Lassalle defendió su orientación sexual como homosexual.

Lassalle defendió a un miembro homosexual de su partido, Johann Baptista von Schweitzer, que fue atacado simplemente por su orientación sexual. Marx y Engels escribieron sobre Schweitzer de manera peyorativa y bromearon sobre su homosexualidad. Lassalle, por otro lado, defendió a Scheitzer contra tales ataques:

Semejante comportamiento [homofóbico] contra un hombre de su carácter y su inteligencia sólo demuestra cuán confusas y estrechas de miras siguen siendo las ideas políticas de nuestro pueblo. Yo, al menos por mi parte, digan lo que digan los miembros de nuestra Asociación, nunca ocultaré que le tengo el mayor respeto y le doy el mayor valor a la suya, por lo que le dejo a usted mostrar esta carta a quien quieras.

Lassalle también respondió caminando con Schweitzer del brazo por Frankfurt. Recordó que en la antigua Grecia la homosexualidad era socialmente aceptable: "Por muy incomprensibles que nos parezcan estos gustos antinaturales, la tendencia de la que se acusa al Dr. von Schweitzer era la regla general entre los antiguos griegos, sus estadistas y sus filósofos. La antigua Grecia no vio nada mal en ello, y considero que los grandes filósofos griegos y el pueblo griego conocían el significado de la moralidad".

## Obras
- Die Philosophie Herakleitos des Dunklen von Ephesos (The Philosophy of Heraclitus the Obscure of Ephesus) Berlín: Franz Duncker, 1858.
- Der italienische Krieg und die Aufgabe Preussens: eine Stimme aus der Demokratie (The Italian War and the Tasks of Prussia: A Voice of Democracy). Berlín: Franz Duncker, 1859.
- Das System der erworbenen Rechte (The System of Acquired Rights).2 volúmenes. Leipzig: 1861.
- Über Verfassungswesen: zwei Vorträge und ein offenes Sendschreiben (On The Essence of a Constitution: Two Lectures and an Open Letter). Berlín: 1862.
- Offenes Antwortschreiben an das Zentralkomitee zur Berufung eines Allgemeinen Deutschen Arbeiter-Kongresses zu Leipzig (Open Letter Answering the Central Committee on the Convening of a General German Workers' Congress in Leipzig). Zürich: Meyer y Zeller, 1863.
- Zur Arbeiterfrage: Lassalle's Rede bei der am 16. April in Leipzig abgehaltenen Arbeiterversammlung nebst Briefen der Herren Professoren Wuttke und Dr. Lothar Bucher. (On the Labor Problem: Lassalle's Speech on the 16th of April [1863] at a Leipzig Workers' Meeting, Together with the Letters of Professor Wuttke and Dr. Lothar Bucher). Leipzig: 1863.
- Herr Bastiat-Schulze von Delitzsch, der ökonomische Julian, oder Kapital und Arbeit (Mr. Bastiat-Schulze von Delitzsch, the Economic Julian, or, Capital and Labour). Berlín: Reinhold Schlingmann, 1864.
- Reden und Schriften (Speeches and Writings). En 3 volúmenes. New York: Wolff and Höhne, n.d. [1883].
- Gesammelte Reden und Schriften (Collected Speeches and Writings). En 12 volúmenes. Berlín: P. Cassirer, 1919–1920.
  - vol. 1 | vol. 2 | vol. 3 | vol. 4 | vol. 5 | vol. 6 | vol. 7 | vol. 8 | vol. 9 | vol. 10 | vol. 11 | vol. 12

### Traducciones
- ¿Qué es una Constitución? (Traducción y Prólogo de Wenceslao Roces). Madrid: Cénit, 1931
- Manifiesto obrero y otros escritos políticos (Traducción, introducción y notas de Joaquín Abellán García). Madrid: Centro de Estudios Constitucionales, 1989